# Stalag III-D
Le stalag III-D est un camp de prisonniers de guerre de 1940 à 1945 situé en Allemagne, près de Berlin.

## Captifs célèbres
- Jacques Perret (1901-1992)